# Эрета
Эрета (груз. ერეთა) — село в Грузии, на территории Харагаульского муниципалитета края (мхаре) Имеретия.

## География
Село находится в западной части Грузии, на берегах реки Дзирулы, на расстоянии 24 километров к северо-востоку от посёлка городского типа Харагаули, административного центра муниципалитета. Абсолютная высота — 422 метра над уровнем моря.

## Население
По результатам официальной переписи населения 2014 года, в Эрете проживал 81 человек (41 мужчина и 40 женщин). В национальной структуре населения грузины составляли 100 %.
| Год  | Население, человек |
| ---- | ------------------ |
| 2002 | 87                 |
| 2014 | ↘ 81               |